# Sueta suеt
Sueta suеt (Суета сует) è un film del 1979 diretto da Alla Surikova.

## Trama
Il film racconta dell'impiegata dell'ufficio del registro di nome Marina Petrovna. Registra matrimoni felici. E all'improvviso al lavoro vede suo marito, che decide di lasciarla.